# Бернський зенненхунд
Бернський зенненгунд (бернська вівчарка, нім. Berner Sennenhund) — пастуша порода, яка походить зі швейцарського кантону Берн.

## Походження

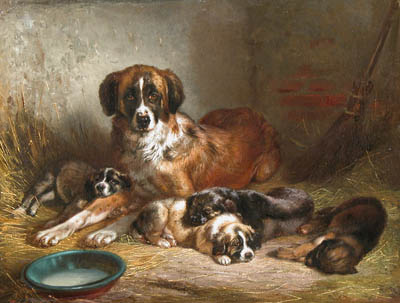
Адам Бенно, Бернський зенненгунд з цуценятами, 1862 рік, олія на полотні

Порода сформувалася в Швейцарії поблизу Берна, в основному в Дюрбаху і Бургдорфі. Бернський зенненгунд походить від давньоримського бойового собаки (молос легіонерів). Використовувався Бернський зенненгунд для охорони стад.
Після того як у 1902, 1904 і 1907 роках такі собаки були показані на виставках, деякі власники в 1907 році об'єдналися, щоб розводити чистопородних собак. Вони заснували клуб і встановили стандарт породи. У 1910 році на виставці було представлено 107 собак. Відтоді порода стала називатися «бернський зенненгунд» (раніше мала назву дюррбахлер) і здобула велику популярність у Швейцарії та Німеччині.
У 1949 році була додана кров ньюфаундлендів.

## СтандартМКФ

### Загальне враження
Довгошерста, триколірна, сильна і рухлива робоча собака, вище середнього розміру, з міцними лапами, гармонійна і добре збалансована. Темперамент — упевнена в собі, уважна, пильна, безстрашна у щоденних ситуаціях; добродушна і віддана своєму господареві, і не агресивна з незнайомими людьми; помірного темпераменту, слухняна.

### Розміри
Ріст псів у холці — 64—70 см (в ідеалі: 66—68 см).
Ріст сук у холці — 58—66 см (в ідеалі: 60—63 см).
Вага може становити 36-48 кг - суки, 38-50 кг - для псів.

Довжина корпусу повинна перевищувати висоту в холці у співвідношенні 9:10.

### Дискваліфікаційні вади
Агресія, боягузтво, розщеплений ніс, недокус, перекус, перекіс нижньої щелепи, одне або обоє очей блакитного кольору, ентропіон, ектропіон, залом хвоста; хвіст бубликом; коротка шерсть; двобарвне забарвлення; окрас, відмінний від триколірного; інший основний колір, крім чорного.

## Характеристика

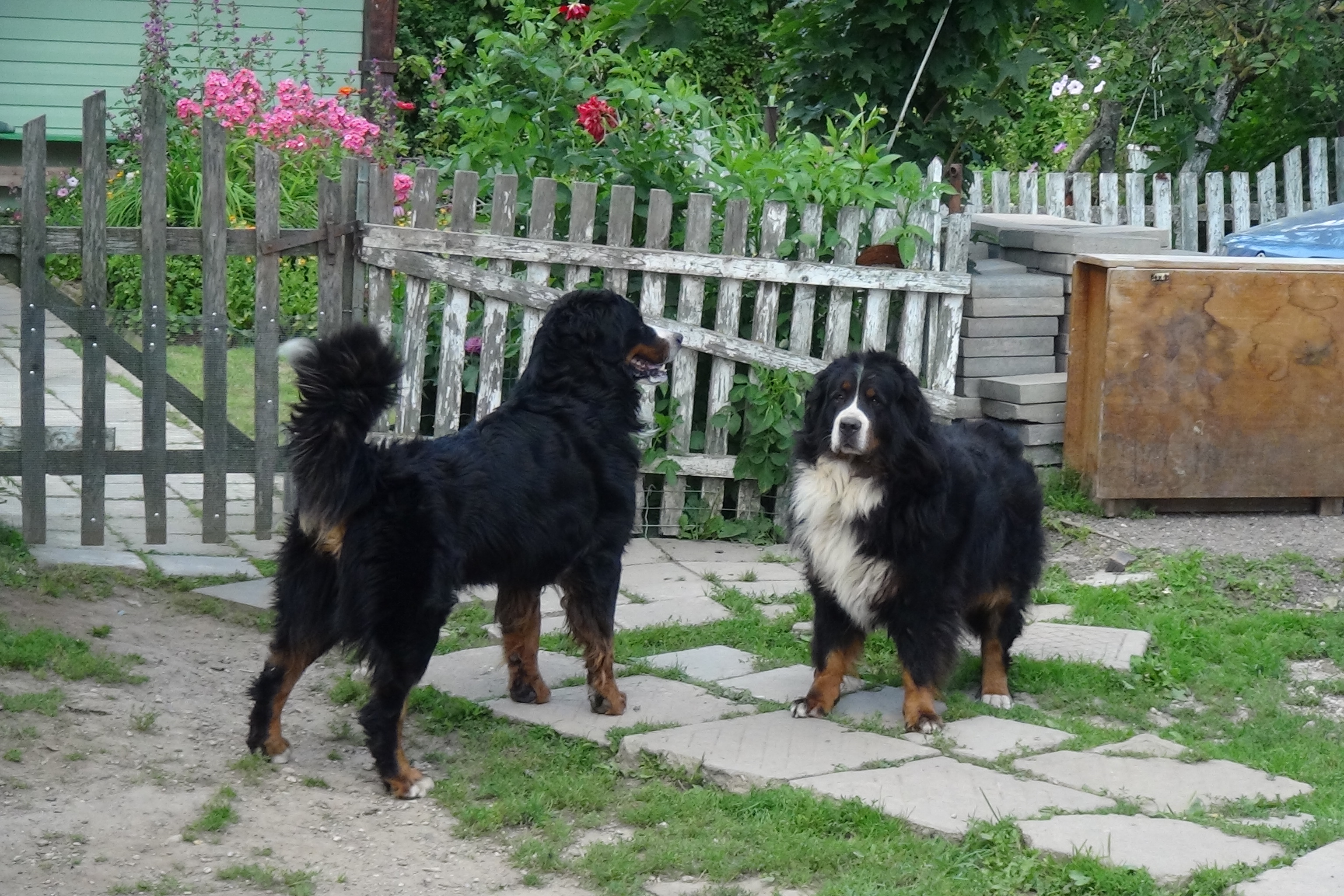
пес (ліворуч) і сука (праворуч) породи Бернський зенненгунд

Витривалий, урівноважений, миролюбний, добрий і чутливий собака, з легким життєрадісним і врівноваженим характером. До чужих людей ставиться насторожено, відданий господареві й буде захищати його та майно від зазіхань, хоча не агресивний по природі та гавкає нечасто. Легко піддається навчанню. При дресуванні слід проявляти наполегливість, але без натиску. Зрілості собаки цієї породи досягають лише після 1,5—2 років.
Серед усіх чотирьох порід зенненгундів цей собака найпоширеніший, чому найбільшою мірою сприяли його доброзичлива зовнішність, довга кудлата шерсть і добродушна вдача.

## Здоров'я
До фізіологічних належать захворювання серця, захворювання очей, захворювання опорно-рухового апарату, до генетичних ознак, що вважаються браком для породи відносяться «блакитні очі», залом хвоста, перекус і недокус щелеп і різні вади забарвлення. Найсерйознішим генетичним захворюванням цієї породи собак є дисплазія ліктьового та кульшового суглобів.
В середньому бернські зенненгунди живуть 7-10 років. На жаль, міцним здоров'ям і довгожительством зазначена порода не відрізняється[джерело?].
Попри чистопородне розведення собака дуже близька до природного типу. Бернський зенненгунд пристосований до життя в різних умовах. Бернський зенненгунд володіє хорошим здоров'ям[джерело?]. Як будь-яка велика порода, буває схильний до дисплазії кульшового суглоба. Це генетичне захворювання з рецесивною спадковістю. Якщо обоє батьків мають таке захворювання, то половина цуценят будуть мати цю патологію. Але і від здорових батьків можуть народитися цуценята з дисплазією стегна. Величезне значення має вирощування. За останні 10 років серед породних собак, які використовуються в розведенні, кількість захворювань дисплазією кульшового суглоба значно зменшилася завдяки суворому відбору і своєчасному обстеженню.